# هناء مرغني
هناء المرغني ولدت في 4 مايو 1988، وهي لاعبة جودو تونسيّة، شاركت في الألعاب الأولمبية الصيفية عام 2012  بوزن 78 كجم خرجت من البطولة على يد اللاعبة البرازيلية مايرا أوجير, فازت بالمدالية الذهبية في الألعاب الأفريقية للجودو عام 2011.

## روابط خارجية
- هناء مرغني على موقع JudoInside.com (الإنجليزية)
- هناء مرغني على موقع اللجنة الأولمبية الدولية (الإنجليزية)
- هناء مرغني على موقع أوليمبيديا (الإنجليزية)